# 乌格列戈尔斯克 (顿涅茨克州)
武赫莱希尔斯克（羅馬化：Vuhlehirsk，發音：[wʊɦɫeˈɦ⁽ʲ⁾irsʲk]），又按俄语名译为烏格列戈爾斯克（羅馬化：Uglegorsk），法理上是乌克兰東部顿涅茨克州霍尔利夫卡区武赫莱希尔斯克市镇内的城市及该市镇的行政中心。該市距離首府頓涅茨克49公里，始建於1879年，面積7.3平方公里，海拔高度293米，2022年人口数量为7,294人。
2015年2月，该市被頓涅茨克人民共和國占领。

## 图集

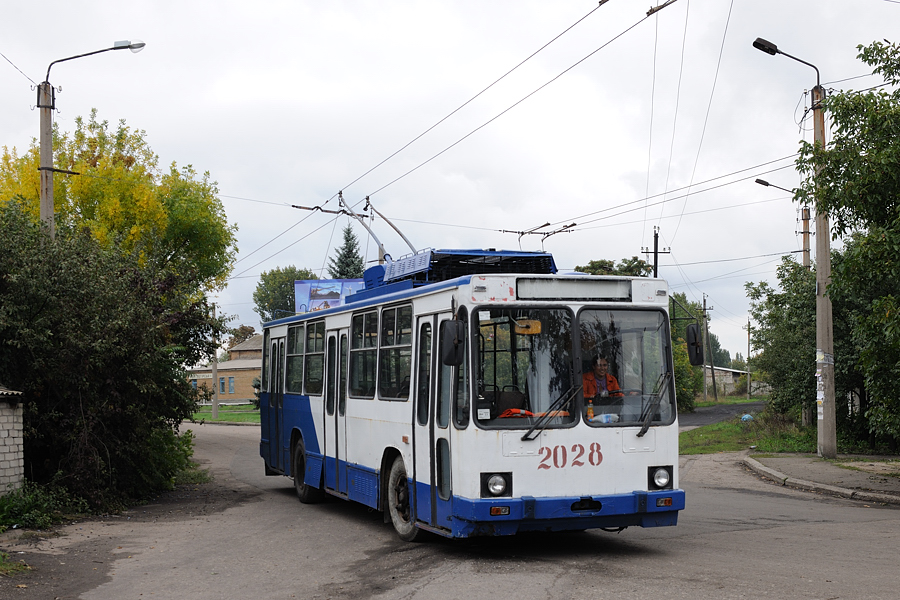